# Natalia Dyer

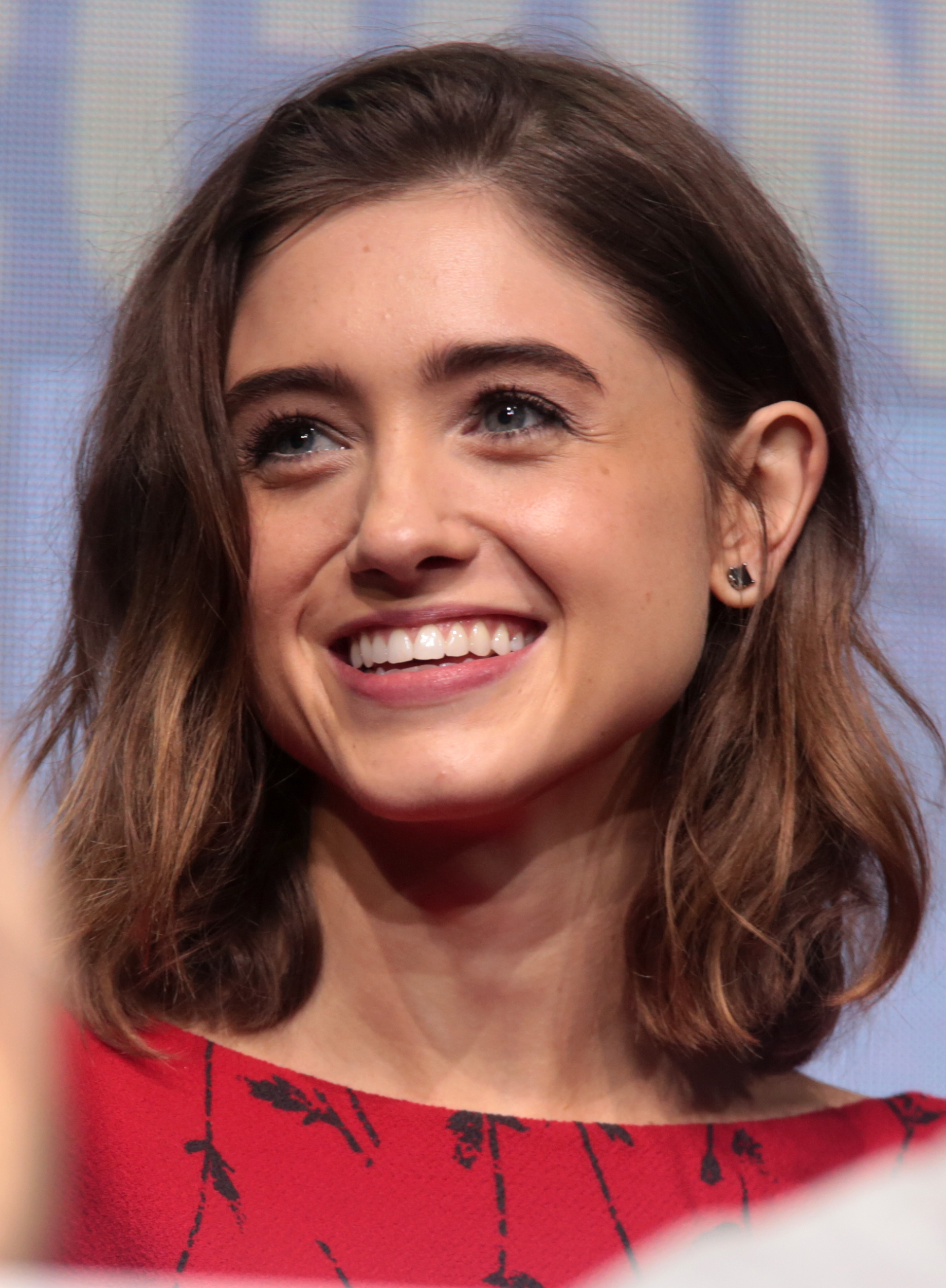
Natalia Dyer (2017)

Natalia Danielle Dyer (* 13. Januar 1995 in Nashville, Tennessee) ist eine US-amerikanische Schauspielerin.

## Leben
Nach einer ersten kleinen Rolle in Hannah Montana – Der Film im Jahr 2009 spielte Natalia Dyer in diversen Filmen mit, bis sie 2016 in einer der Hauptrollen der Mystery-Serie Stranger Things ein größeres Publikum erreichte. Zusammen mit ihren Mitschauspielern wurde sie mit einem Screen Actors Guild Award für das beste Ensemble einer Dramaserie ausgezeichnet.

## Filmografie
- 2009: Hannah Montana – Der Film (Hannah Montana: The Movie)
- 2010: Too Sunny for Santa (Kurzfilm)
- 2011: Glamour Girl im Pferdestall (The Greening of Whitney Brown)
- 2012: Blue Like Jazz
- 2013: The Between
- 2014: I Believe in Unicorns
- 2014: The City at Night (Kurzfilm)
- 2015: Till Dark (Kurzfilm)
- 2016: Long Nights Short Mornings
- seit 2016: Stranger Things (Fernsehserie)
- 2017: Yes, God, Yes (Kurzfilm)
- 2018: Mountain Rest
- 2019: Die Kunst des toten Mannes (Velvet Buzzsaw)
- 2019: Yes, God, Yes – Böse Mädchen beichten nicht (Yes, God, Yes)
- 2019: After Darkness
- 2019: The Nearest Human Being
- 2019: Tuscaloosa
- 2020: Acting for a Cause (Fernsehserie, Episode 2x03)
- 2021: Things Heard & Seen
- 2023: Chestnut
- 2023: All Fun and Games
- 2023: Based on a True Story (Fernsehserie, 2 Episoden)